# Nunataki Bykova
Nunataki Bykova är en nunatak i Antarktis. Den ligger i Västantarktis. Argentina, Chile och Storbritannien gör anspråk på området. Toppen på Nunataki Bykova är 791 meter över havet.
Terrängen runt Nunataki Bykova är platt åt sydost, men åt nordväst är den kuperad. Trakten är obefolkad. Det finns inga samhällen i närheten.